# Cycas tropophylla
Cycas tropophylla hay Tuế Hạ Long là một loài thực vật hạt trần trong họ Cycadaceae. Loài này được K.D.Hill & P.K.Lôc mô tả khoa học đầu tiên năm 2004. Đây là một loài thực vật đặc hữu của vịnh Hạ Long.